# Karmel Regina Martyrum

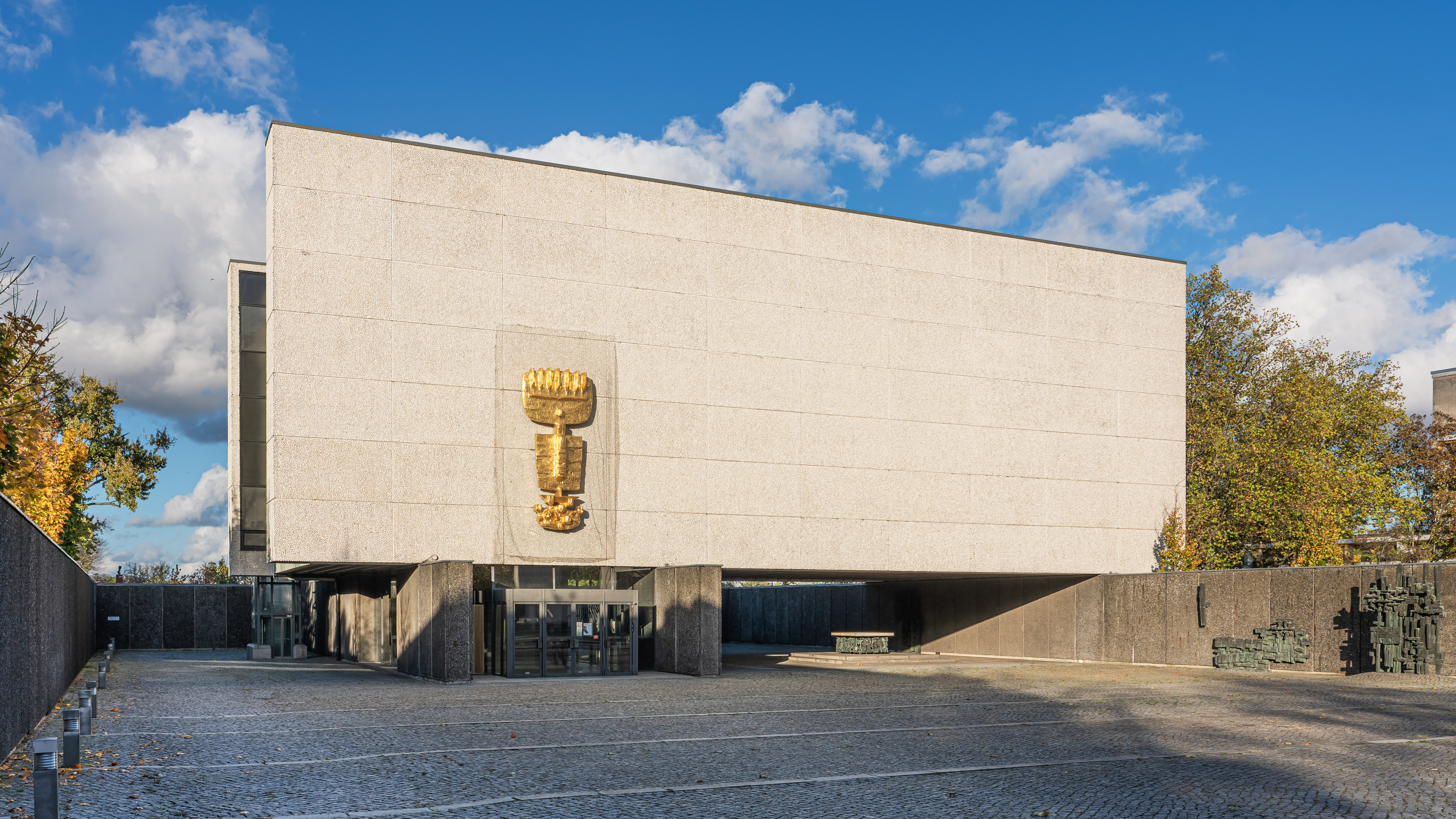
Vorderansicht der Gedenkkirche Maria Regina Martyrum

Der Karmel Regina Martyrum ist ein Kloster der Unbeschuhten Karmelitinnen im Berliner Ortsteil Charlottenburg-Nord, Heckerdamm 232. Der Konvent Regina Martyrum wurde 1982 von den Unbeschuhten Karmelitinnen des Dachauer Karmels Heilig Blut errichtet.
In unmittelbarer Nachbarschaft des Klosters und mit diesem verbunden erhebt sich die Gedächtniskirche der deutschen Katholiken zu Ehren der Blutzeugen für Glaubens- und Gewissensfreiheit aus den Jahren 1933–1945, Maria Regina Martyrum („Maria, Königin der Märtyrer“), für die 1960 der damalige Bischof von Berlin, Julius Kardinal Döpfner, den Grundstein gelegt hatte. In der Nähe befindet sich auch die Gedenkstätte Plötzensee.
Bereits Kardinal Döpfner hatte die Ansiedlung eines Klosters in der Nähe der Gedenkkirche erwogen. Alfred Kardinal Bengsch leitete 1979 die ersten Schritte zur Gründung des Karmels ein, und Joachim Kardinal Meisner weihte 1984 das Kloster. Erste Priorin wurde Sr. Gemma Hinricher OCD. Die Nonnen, die aus dem Konvent Heilig Blut stammten, der an der KZ-Gedenkstätte Dachau liegt, suchten mit ihrer Ansiedlung in Berlin bewusst die Nähe von Plötzensee, um in der damals geteilten Stadt den Dienst des fürbittenden Gebets zu leisten:

„Als Gemeinschaft mit der Gedenkkirche Maria Regina Martyrum zu leben, in der Nähe von Plötzensee, das bedeutet für uns Schwestern eine beständige Herausforderung. Es bedeutet, sich dem Trend zum Vergessen entgegenzustellen und die Erinnerung an die dunkelste Periode unserer Vergangenheit wachzuhalten in einer persönlichen Betroffenheit. Es bedeutet auch, sensibel zu werden für Erscheinungsformen von Intoleranz und Diskriminierung in der Gegenwart. [...] Diese Bereitschaft, sich der Erinnerung zu stellen, das Leid an sich heranzulassen und zu versuchen, es mitzutragen, ist letztlich nur möglich in der Offenheit zu Gott hin.“

Die Gebäude des Klosters mit Lebensraum für etwa 24 Schwestern umfassen auch Räume für einzelne Besucher oder Besuchergruppen wie Meditationsgruppen sowie einen zum Heckerdamm gelegenen Klosterladen. Für den Klosterbau wurden die mit dem Bau der Gedenkkirche Maria Regina Martyrum errichteten Gemeinderäume abgerissen. Die Fassade zum Heckerdamm in der Gestaltung des Architekten Hans Schädel mit vorgehängten Betonlamellen blieb erhalten. Die Änderung wurde möglich, weil das Bistum Berlin 1984 die Pfarrgemeinden in Charlottenburg neu ordnete. Die Pfarrgemeinde Maria Regina Martyrum wurde mit der benachbarten Siemensstädter Pfarrgemeinde St. Joseph zusammengelegt, die Kirche wurde Lokalie und die Gemeinderäume wurden entbehrlich. Für die tägliche heilige Messe und das Chorgebet der Schwestern wurde die Krypta der Gedenkkirche nach Norden um einen Kapellenraum erweitert.
Der Konvent des Karmels Regina Martyrum führt ein kontemplatives Leben in der Klausur des Klosters. Zum Lebensunterhalt werden eine Kerzenwerkstatt und ein Klosterladen betrieben. Daneben widmen sich die Schwestern der Seelsorge und der geistlichen Begleitung. Derzeitige Priorin ist seit 2015 Schwester Teresia Benedicta Weiner OCD.